# Філіп Хлапик
Філіп Хлапик (чеськ. Filip Chlapik; 3 червня 1997, м. Прага, Чехія) — чеський хокеїст, центральний нападник. Виступає за «Шарлоттаун Айлендерс» у Головній юніорській хокейній лізі Квебеку (QMJHL).
Вихованець хокейної школи ХК «Летняни». Виступав за ХК «Літомержіце».
У складі юніорської збірної Чехії учасник чемпіонатів світу 2014 і 2015.
Досягнення
- Срібний призер юніорського чемпіонату світу (2014)